# Metapelma spectabile
Metapelma spectabile is een vliesvleugelig insect uit de familie Eupelmidae. De wetenschappelijke naam is voor het eerst geldig gepubliceerd in 1835 door Westwood.